# Antonio Carlos da Fontoura
Antonio Carlos da Fontoura (São Paulo, 1 de gener de 1939) és un director, productor i guionista de cinema i televisió brasiler.
Va dirigir, produir i escriure guions de diversos curtmetratges documentals i llargmetratges, entre els quals destaquen Copacabana Me Engana (1968, el seu debut en llargmetratge), Rainha Diaba (1974), Uma Aventura do Zico (1998) i Gatão de Meia Idade (2006).
També va dirigir les sèries de televisió Ciranda, Cirandinha (1978) e Plantão de Polícia (1979); les telenovel·les Vidas Opostas (2006/2007) i Amor e Intrigas (2007); i les minisèries Chapadão do Bugre (1988) i Capitães da Areia (1989).

## Filmografia
- 1966 - Heitor dos Prazeres (documental — guionista i director)
- 1967 - Ver Ouvir (documental — director)
- 1968 - Copacabana Me Engana (llargmetratge — productor, guionista i director)
- 1969 - Ouro Preto & Scliar (documental — guionista i director)
- 1970 - Gal (documental — guionista i director)
- 1970 - Os Mutantes (documental — guionista i director)
- 1972 - Wanda Pimentel (documental — guionista i director)
- 1974 - Rainha Diaba (llargmetratge — productor, guionista i director)
- 1974 - Chorinhos e Chorões (documental — guionista i director)
- 1975 - Arquitetura de Morar (documental - director)
- 1977 - Cordão de Ouro (llargmetratge — director)
- 1982 - Brasília, Segundo Alberto Cavalcanti (llargmetratge — director)
- 1984 - Espelho de Carne (llargmetratge — productor, guionista i director)
- 1998 - Uma Aventura do Zico (llargmetratge — guionista i director)
- 2006 - Gatão de Meia Idade (llargmetratge — director)
- 2006 - O Rapto das Cebolinhas (curtmetratge — guionista i director)
- 2006 - No Meio da Rua (llargmetratge — roteiro, productor e director)
- 2009 - Faca sem Ponta, Galinha sem Pé (curtmetratge — director)
- 2013 - Somos Tão Jovens (llargmetratge — director)[5]